# Non ti pago
Non ti pago è una commedia in tre atti scritta da Eduardo De Filippo nel 1940. Contenuta fino al 1971 nella raccolta intitolata Cantata dei giorni dispari, in seguito venne inclusa nella Cantata dei giorni pari.

## Storia
La commedia viene messa in scena per la prima volta dalla compagnia "Teatro Umoristico I De Filippo", l'8 dicembre 1940 al Teatro Quirino di Roma con Eduardo nella parte di Ferdinando Quagliuolo e il fratello Peppino che impersona l'antagonista Mario Bertolini (che nelle prime versioni si chiamava Procopio); il successo sia di critica che di pubblico è più che soddisfacente. 

## Trama

### Atto I
Ferdinando Quagliuolo ha ereditato la gestione di un "banco lotto" dopo la morte del padre; è egli stesso un accanito giocatore, in cerca di numeri vincenti, a dispetto della sua eccezionale sfortuna. Un suo impiegato, Mario Bertolini, al contrario inanella vincite su vincite, suscitando una feroce invidia nel suo datore di lavoro. Mario fa la corte a sua figlia Stella, quasi a sua insaputa, con la complicità della madre Concetta. Un giorno Mario annuncia la clamorosa vincita di una quaterna del valore di 4.000.000 di lire. Per l'occasione rivela che i numeri (1, 2, 3 e 4) li aveva ricevuti in sogno proprio dal defunto padre di Ferdinando, il quale va su tutte le furie: si impossessa del biglietto fortunato, rifiutando di corrispondergli la vincita, e rivendica il diritto alla somma. La motivazione risiede nel fatto che Bertolini era andato a vivere nell'appartamento dove Ferdinando aveva vissuto fino alla morte del padre, quindi lo spirito di suo padre si sarebbe rivolto a Mario per sbaglio, volendo destinare la vincita a suo figlio.

### Atto II
Accecato dall'invidia, ma fermamente convinto delle sue idee, Ferdinando si rivolge prima alla legge degli uomini (con l'avvocato Strumillo), quindi alla legge di Dio (con il parroco Don Raffaele), cercando invano alleati. Entrambi - difatti - cercano di convincerlo, senza riuscirci peraltro, che le sue pretese sono irricevibili. Quindi Ferdinando tenta di estorcere una dichiarazione con la quale Mario rinuncia a ogni diritto sulla vincita, avallando al tempo stesso la propria tesi "onirica". Ferdinando intende spaventarlo minacciandolo con una pistola che, però, fa scaricare dal suo aiutante Aglietiello. Questi, tutt'altro che complice del folle disegno del suo padrino, ne informa Mario, il quale dal canto suo ha già pronta una contromossa per incastrare Ferdinando in presenza di testimoni.
Messo alle strette, Ferdinando si appella alla pistola scarica, puntandola al petto di Bertolini, però Bertolini non molla e Ferdinando, arrabbiatissimo ferisce con il calcio della pistola la nuca di Bertolini che sanguina; ce n'è abbastanza per una accusa di minacce a mano armata e lesioni gravi, e, pertanto, il litigio termina, ma, Ferdinando, volendo mostrare alle spaventate persone intervenute che la pistola sarebbe, in realtà, scarica, punta l'arma al pavimento e, tra lo stupore generale, parte un vero colpo, seppure a vuoto. Per la tragedia sfiorata, Ferdinando capisce di avere rischiato l'ergastolo: a un Bertolini ancora sotto shock per avere rischiato la vita, rivolge una maledizione davanti al ritratto di suo padre, invocando ogni tipo di incidente e disgrazia, qualora i numeri vincenti fossero stati destinati dal padre a Don Ferdinando. 

### Atto III
I cattivi auspici si verificano puntualmente e impediscono materialmente a Bertolini di ritirare la vincita ogni qualvolta egli tenti. Bertolini è ormai malconcio nel fisico e nello spirito e beffardamente licenziato proprio da Ferdinando per le continue assenze per malattia: si arrende a Ferdinando e gli dà ragione a pieno titolo. Per Ferdinando Quagliuolo è il suo personale trionfo, e adesso può anche concedere a Mario la mano di sua figlia, che porta in dote i 4.000.000 di lire della quaterna. Inoltre rivela che questa diffidenza nei suoi confronti, per non essere stato informato apertamente dell'interesse di Mario verso sua figlia, potrebbe essere stata la vera origine del suo ostracismo.

## Critica
Una certa parte di critica era portata ancora, in quegli anni a sottovalutare l'importanza dei De Filippo come autori, pur riconoscendo le straordinarie capacità di attori ma, la giusta valutazione dell'arte drammaturgica dei De Filippo cominciò a manifestarsi nella critica proprio a partire da questa opera; importante fu il giudizio dato da Ennio Flaiano che affermò qualche tempo dopo: «Senza esagerare ci si accorge che sono più vicini loro alla letteratura di quanto non lo siano molti autori d'oggi al teatro».

## Curiosità
- L'espediente dell'anatema che Ferdinando lancia a Bertolini, assente nella prima edizione della commedia, fu lanciato nell'omonimo film del 1942 di Carlo Ludovico Bragaglia.